# Computer-Mediated Communication
Computer-Mediated Communication(CMC)は、2台以上の電子機器（コンピュータ）を介して行われる人間のコミュニケーションと定義される。日本語の定訳はなく、コンピュータを介したコミュニケーション、コンピュータ媒介コミュニケーションなどと訳されるほか、意訳的にインターネット上のコミュニケーション、非対面コミュニケーションなどとも呼ばれる。
この用語は伝統的に、コンピュータを介して行われる通信（インスタントメッセージ、電子メール、チャット、オンライン・フォーラム、ソーシャル・ネットワーク・サービスなど）を指すものであったが、テキストメッセージングなどの他の形式の文字ベースの交流にも適用されるようになっている。CMCの研究は、コンピュータを介した様々な通信技術の社会的影響に大きく焦点が当てられている。最近の研究の多くは、ソーシャルソフトウェアが提供するインターネットベースのソーシャル・ネットワーキングに関連している。

## 分野の範囲
様々な分野の研究者が、CMCのアンブレラターム（総称）で説明できる現象を研究している（インターネット研究も参照）。例えば、CMCに対する社会心理学的アプローチは、人間同士の交流を管理し、印象を形成し、関係を形成・維持するために、人間が「コンピュータ」（またはデジタルメディア）をどのように使用するかを調べることによってなされる。これらの研究は、オンラインとオフラインの相互作用の違いに焦点を当てていることが多いが、現代の研究では、CMCが日常生活に埋め込まれた形で研究する必要があるという見方に向かっている。
CMCの研究の別の分野では、絵文字などのパラ言語の使用、話者交替(en:turn-taking)・逐次解析・会話の構造などの語用論的なルール、これらの環境に特有の様々な社会方言、スタイル、用語集などについて調査している（Leetを参照）。これらの研究は、通常、文字ベースのCMCに基づいており、「コンピュータを介した会話の分析(computer-mediated discourse analysis)」と呼ばれることもある。
環境だけでなく、コミュニケーションが行われる手法（この場合、コンピュータやその他の情報通信技術(ICT)など）によって、職業上、社会、教育の場面での人間のコミュニケーションの手段は大きく異なる。共同作業を達成するためのコミュニケーションの研究は、コンピュータ支援共同作業(computer-supported collaboration; CSC)と呼ばれ、他の形態のCMC研究にも一部関係している。
一般的なCMCには、電子メール、テレビ電話、音声通信、チャット（インスタントメッセージを含む文字による会話）、電子掲示板、メーリングリスト、MMOなどがある。これらの位置づけは、新技術の開発とともに急速に変化している。ウェブログ（ブログ）も普及し、RSSデータの交換により、ユーザーは「自らが出版社になる」ことができる。

## 特徴
コンピュータを介した形態で起こる通信は、相互作用の多くの異なる態様に影響を及ぼす。学術文献で注目を集めているものには、印象形成、欺瞞、集団動態、開示相互主義、脱阻害、特に関係形成がある。
CMCは、同時性、永続性または「記録可能性」、匿名性など（但しこれに限定されない）の全ての形式の通信に普遍的であると考えられるいくつかの側面を通して、他の通信媒体と比較して検討され、比較される。これらの側面と様々なコミュニケーションとの関連性は大きく異なる。例えば、インスタントメッセージは本質的に同期的だが、永続的ではない。メッセージログを自動保存する設定にしているか、会話を手動でコピーペーストしない限り、コンテンツは失われる。一方、電子メールや電子掲示板は、応答時間は異なるため同期性は低いが、送受信されるメッセージが保存されるため持続性は高い。他のメディアからCMCを分離する特徴には、一時性、そのマルチモーダル性、その行動規範の相対的な欠如がある。CMCは、他のコミュニケーションの物理的および社会的限界を克服することができ、従って同じ空間を物理的に共有していない人々の交流を可能にする。
人がコミュニケーションのために選択する媒体は、人が個人情報を開示する程度に影響を与える。CMCは、対面でのやりとりとは対照的に、会話の自己開示のレベルが高くなっている.。自己開示とは、対人関係を確立し維持する、個人的に関連する情報、思考、感情の言語コミュニケーションである。これは、部分的に視覚的な匿名性と、顔 (社会的概念)を失う心配を減らす非言語的な手がかりがないことに起因する。Walther（1996年）の超個人的コミュニケーションモデルによれば、コンピュータを介したコミュニケーションは、より良いコミュニケーションと優れた第一印象を提供する上で貴重である。さらに、RamirezとZhang（2007年）は、コンピュータを介したコミュニケーションが、対面コミュニケーションよりも、2人の間により近さと魅力をもたらすことを示している。オンラインの印象管理、自己開示、注意力、表現力、平静そして他の技能は、コンピュータを介したコミュニケーションの能力に貢献する。実際には、オンラインコミュニケーションツールの多様性があるにもかかわらず、コンピュータを介した対話と対面の対話には、必要なスキルにかなりの対応がある。
匿名性とプライバシーとセキュリティは、使用しているコンテキストや特定のプログラム、または訪問しているWebページに依存する。しかし、現場のほとんどの研究者は、技術的な「限界」と並行して、これらの要因の心理的および社会的な影響を考慮する重要性を認識している。

## 言語学習
CMCは、語学学習者が言語を練習できる機会を提供するため、語学学習で広く議論されている。例えば、Warschauerは、電子メールやディスカッションボードを様々な語学の授業で使用することに関するいくつかのケーススタディを行った。Warschauerは、情報通信技術は「話すことと書くことの間の歴史的分裂を埋める」と主張した。このように、第二言語(L2)のリーディングとライティングの研究は、インターネットの盛んな動きのために大きな関心が寄せられている。

## 利点
CMCの本質は、時間や場所にかかわらず、個人が他者とコミュニケーションを取ることを容易にすることである。CMCでは、地理などの要因によって不可能になるプロジェクトでも、個人が共同作業することができる。さらに、CMCは、正確や障害などの要因によって脅かされる可能性のある人物がコミュニケーションに参加するのを手助けする。個人が自分の選択した場所でコミュニケーションできるようにすることで、CMCにより、人は最小限のストレスでコミュニケーションに取り組むことができる。CMCを通じて個人を快適にすることは、自己開示においても役割を果たし、コミュニケーション相手がより簡単に心を開き、より表現力豊かなものとなる。電子媒体を介して通信する場合、個人はステレオタイプに関与する可能性が低く、身体的特徴について自己意識が低い。匿名性がオンラインコミュニケーションで果たす役割は、防衛的でなくても他のユーザーとの関係をより迅速に形成するようにユーザーを促すこともできる。